# Episodi de I Robinson (quinta stagione)
La quinta stagione della serie televisiva I Robinson è stata trasmessa in prima visione negli Stati Uniti sul canale NBC dal 6 ottobre 1988 all'11 maggio 1989. Il numero di episodi della stagione è incerto in quanto Internet Movie Database indica 25 episodi, mentre le altre fonti ne indicano 26.
| nº  | Titolo originale                   | Titolo italiano         | Prima TV USA     | Prima TV Italia |
| --- | ---------------------------------- | ----------------------- | ---------------- | --------------- |
| 1   | Together Again and Again           | Abbasso la scuola       | 6 ottobre 1988   |                 |
| 2   | The Physical                       | Visita di controllo     | 13 ottobre 1988  |                 |
| 3   | Rudy's All-Nighter                 | Nemicamica              | 20 ottobre 1988  |                 |
| 4   | Move It                            | I consigli del piccione | 27 ottobre 1988  |                 |
| 5   | Out of Brooklyn                    | Il frullo del grillo    | 3 novembre 1988  |                 |
| 6-7 | The Birth                          | Tutti in sala party     | 10 novembre 1988 |                 |
| 8   | Cyranoise de Bergington            | Ragazze dudu            | 17 novembre 1988 |                 |
| 9   | How Do You Get to Carnegie Hall?   | Le ombrette             | 24 novembre 1988 |                 |
| 10  | If the Dress Fits, Wear It         | La cavalcata di Claire  | 8 dicembre 1988  |                 |
| 11  | Is There a Hamster in the House?   | Il vice criceto         | 15 dicembre 1988 |                 |
| 12  | Truth or Consequences              | Per un'ora d'amore      | 5 gennaio 1989   |                 |
| 13  | Cliff Babysits                     | Monologo serale         | 12 gennaio 1989  |                 |
| 14  | Mrs. Huxtable Goes to Kindergarten | Effetto terra terra     | 26 gennaio 1989  |                 |
| 15  | The Lost Weekend                   | Via di casa             | 2 febbraio 1989  |                 |
| 16  | No Way, Baby                       | Il nonno neonato        | 6 febbraio 1989  |                 |
| 17  | Can I Say Something, Please?       | La scrofa gentile       | 9 febbraio 1989  |                 |
| 18  | The Dead End Kids Meet Dr. Lotus   | Occhio al malocchio     | 16 febbraio 1989 |                 |
| 19  | The Boys of Winter                 | Canestro maldestro      | 23 febbraio 1989 |                 |
| 20  | It Comes and It Goes               | Adamo contro Eva        | 9 marzo 1989     |                 |
| 21  | Theo's Women                       | Un bacio artistico      | 16 marzo 1989    |                 |
| 22  | Birthday Blues                     | Come eravamo            | 30 marzo 1989    |                 |
| 23  | A Room with No View                | Furie scatenate         | 13 aprile 1989   |                 |
| 24  | What He Did for Love               | La piuma di gallina     | 27 aprile 1989   |                 |
| 25  | Day of the Locusts                 | Caccia ai gemelli       | 4 maggio 1989    |                 |
| 26  | 57 Varieties                       | 57 Fritto misto         | 11 maggio 1989   |                 |

## Abbasso la scuola
- Titolo originale: Together Again and Again
- Diretto da: Jay Sandrich
- Scritto da: John Markus, Carmen Finestra e Gary Kott

### Trama
Denise deve partire per ritornare ad Hillman, intanto per Theo è il primo giorno di università, e, telefonando alla segreteria,si accorge di essersi scordato l'assegno che avrebbe dovuto portare qualche mese prima, così rimane a casa. Nel frattempo, Denise confessa a Theo, Vanessa e Rudy, che non vuole più andare all'università e che teme di essere cacciata di casa. Quando poi va a parlare con Cliff e Clair si accorge che i suoi genitori sono molto comprensivi e che non l'avrebbero mai cacciata di casa. Il pomeriggio, arrivano Sandra ed Alvin, che offrono a Denise un posto di lavoro nel loro negozio, con un buon stipendio, ma Denise non accetta, dicendo che vorrebbe lavorare in una casa discografica. Prima di andare a dormire, Denise va da Cliff e Clair annunciando che ha trovato lavoro in una casa discografica, ma lo stipendio è molto inferiore rispetto a quello che le avevano offerto Alvin e Sandra.

## Visita di controllo
- Titolo originale: The Physical
- Diretto da: Jay Sandrich
- Scritto da: John Markus, Carmen Finestra e Gary Kott

### Trama
A colazione, Rudy e Vanessa ironizzano sulle quantità di cibo mangiate da Cliff. Denise dice che alla casa discografica deve arrivare Quincy Johnes, così Theo e Vanessa sono in agitazione e vorrebbero andare ad incontrarlo. Intanto Cliff inizia a depurarsi prima di fare le analisi per la visita di controllo mangiando solo acqua e carote, ma arriva Theo con mezzo cheesecake e Cliff dice che lo mangerà dopo la visita. Quella sera Denise si lamenta di avere un ruolo marginale sul lavoro e Cliff non approva le sue lamentele perché aveva ragione lui quando le diceva di non lasciare l'università. Il giorno dopo Cliff va alla visita e il medico è un suo vecchio amico. Deve fare l'elettrocardiogramma correndo sul tapis roulant, all'inizio fa lo spavaldo, ma poi aumentando la velocità finisce stremato dopo solo 11 minuti. Al colloquio il medico gli dice che ha il colesterolo alto ed è costretto a confessare che durante il week-end è riuscito ad ingurgitare 11 tazze di cioccolata, mezzo cheesecake, 4 grossi panini farciti, lasciando il medico allibito. Ora Cliff è a dieta ferrea. La sera, a casa, Denise comunica ai genitori che ora fa la cameriera in pizzeria e guadagna di più.

## Nemicamica
- Titolo originale: Rudy's All-Nighter
- Diretto da: Tony Singletary
- Scritto da: Janet Leahy

### Trama
Rudy va dai suoi genitori dicendo loro di aver invitato la sua amica Caroline a dormire da lei venerdì sera, ed adesso vuole il permesso, così Cliff le fa notare che avrebbe dovuto prima chiedere e poi invitarla, ma Rudy risponde che lo dà per scontato, in quanto loro dicono sempre di sì, successivamente, la bambina chiede a Cliff se, per farle divertire avrebbe fatto l'imitazione del pirata, ma lui risponde che per farlo doveva essere allegro, cosa che non era affatto. Quando il giorno arriva, Cliff è in cucina che sta riempiendo un bicchiere di aranciata, ma arriva Vanessa e lo beve lei, poi dice al padre che andrà a dormire da un'amica perché quando Rudy invita qualcuno è insopportabile, ma è anche un po' dispiaciuta perché si perderà l'imitazione di Cliff. Quando Vanessa esce arriva Theo che è depresso perché il suo tema di composizione non era piaciuto al suo professore, che gli aveva detto di rifarlo, così Cliff si offre di aiutare il ragazzo andando a comprare la sua torta preferita, e ogni tanto, durante lo studio ne avrebbero mangiato una fetta. Finalmente arriva Caroline, e subito Rudy chiede a suo padre di fare "il pirata", però cliff risponde che non se la sente e se ne va in cucina, tornando subito dopo con un cappello fatto con i fogli di giornale ed un idrante in mano, facendo la tanto attesa imitazione. Durante la sera le ragazzine giocano insieme in modo molto chiassoso costringendo Theo ad andare a studiare in cucina, ma, non appena le bimbe scendono per prendere qualcosa da mangiare anche prendendolo in giro, daranno a Theo utili consigli sul tema. Intorno alle 3 di notte, le ragazze sono ancora intente a giocare, ma dopo un litigio Caroline va a svegliare Cliff chiedendogli di riaccompagnarla a casa, così, mentre la ragazza si va a preparare, Cliff telefona ai suoi genitori, e dopo avergli spiegato la situazione, quando sta per riattaccare, il padre di Caroline chiede a Cliff di imitare il pirata per lui. Quando Cliff va a svegliare Caroline, la trova a letto, e quando le chiede informazioni, la bambina gli dice che Rudy le ha chiesto scusa ed ora sono di nuovo migliori amiche.

## I consigli del piccione
- Titolo originale: Move It
- Diretto da: Tony Singletary
- Scritto da: John Markus, Carmen Finestra e Gary Kott

### Trama
Sandra e Alvin hanno invitato a cena Cliff e Clair, ma incendiano le patate proprio nel momento in cui arrivano. Cliff prova ad aprire la finestra, ma è difettosa e tutta la casa è un disastro. La cena è bruciata, così preparano degli hot dog al microonde, che poi esplode. Quando Cliff va prendere un bicchiere d'acqua del rubinetto, questa è marrone, così Cliff e Clair pretendono di parlare con il proprietario. Come al solito questo trova scuse per non andare, ma quando gli viene detto che Clair è avvocato si precipita da loro in pochi minuti. Arrivato finge di vedere la finestra, ma riceve una chiamata e va via. Clair è decisa a denunciarlo perché è preoccupata per il nipote che deve nascere. Cliff si offre di aiutarli, ma loro rifiutano per mantenere l'indipendenza. Cliff ne parla ai suoi genitori che gli dicono che Sandra è testarda quanto lui che da giovane ha fatto la stessa cosa. Intanto Denise cerca di convincerli ad accettare l'aiuto e organizza un incontro a casa Robinson. Si fa un accordo per un prestito da restituire e vanno a vedere un appartamento. Alla fine Cliff e Clair sono di nuovo ospiti da Sandra per una cena di addio alla casa, sono già nostalgici per ciò che non avranno più, rumori compresi. Intanto arriva il proprietario che mostra la casa ai nuovi inquilini che sono giovani e ottimisti.

## Il frullo del grillo
- Titolo originale: Out of Brooklyn
- Diretto da: Tony Singletary
- Scritto da: John Markus e Carmen Finestra

### Trama
Mentre Vanessa è arrabbiata con il suo ragazzo Roy, Denise comunica ai genitori che ha cambiato lavoro, e che dopo la pizzeria ha fatto la fattorina per 3 ore e ora la centralinista, ma vuole lasciare anche questo per fare l'assistente di una fotografa che vuole portarla in Africa a fotografare i pigmei. La fotografa va a conoscere i genitori di Denise per avere il loro consenso e per spiegarle di cosa si tratta. I Robinson sono perplessi per lo stile di vita che dovrà condurre mangiando insetti e foglie, ma devono prendere una decisione. Intanto Vanessa è sempre più maldestra e agitata, ma Cliff la aiuta a calmarla. Arrivato il momento della decisione, Denise è in ansia e con sua sorpresa la risposta dei genitori è positiva. Anche Vanessa ha una bella sorpresa, infatti scopre che Roy non la chiamava per un malinteso creato dagli amici, così tutto torna come prima.

## Tutti in sala party
- Titolo originale: The Birth
- Diretto da: Tony Singletary
- Scritto da: John Markus, Carmen Finestra e Gary Kott

### Trama
Theo studia filosofia con Justine e più tardi arriva anche Howard, lo studente modello, poi arriva anche Giulia, la ragazza di Howard e Justine si accorge che a Theo piace. 
Arrivano Sandra e Alvin, è quasi ora del parto e appena la situazione è critica vanno in ospedale. Alvin è agitato e impacciato, ma per fortuna Cliff aveva già completato il modulo del ricovero. Cliff e Clair sono a casa impazienti di avere notizie e il telefono non squilla, così corrono all'ospedale per sapere di più. Attendono in sala d'aspetto e si punzecciano, più tardi arrivano anche Anna e Russell, che spiegano a Cliff come deve essere un buon nonno. Intanto a casa Theo è con gli amici e visto che i Robinson faranno tardi decidono tutti insieme di preparare la cena per loro. Le ragazze si occupano del dolce e Howard e Theo preparano spaghetti e polpette. Nel frattempo, all'ospedale arrivano anche i genitori di Alvin e ormai non manca molto alla nascita del bambino. Cliff e Clair tornano in ospedale, è quasi ora di farlo nascere e ad Alvin manca il respiro. Claire chiede che Cliff e Alvin stiano in sala d'aspetto. A casa, Theo e gli amici, stanno studiando filosofia e discutendo sulla discriminazione della donna a partire dall'antichità, quando arriva Kenny, che si unisce alla discussione ed esprime il suo maschilismo. Alvin si è calmato e Cliff gli porta un bambolotto per esercitarsi e intanto viene richiamato in sala parto perché è quasi ora. Cliff vorrebbe entrare, ma non lo lasciano, così resta in attesa con tutti i parenti. Quando arriva il medico e annuncia la nascita dei gemelli, Winnie e Nelson, è una sorpresa per tutti e Cliff ci rimane male perché il collega lo sapeva da un mese e ha taciuto. Tutti sono felici e vanno a trovare Sandra in camera, e Alvin coglie l'occasione per annunciare che tornerà a studiare medicina, di fronte allo sguardo perplesso di Cliff. Più tardi Clair porta Theo e Vanessa all'ospedale, dove le 2 consuocere guardando i bambini cercano di convincersi che loro sono ancora giovani e non si sentono nonne come le altre. Cliff chiede a Sandra spiegazioni sul mistero dei gemelli e dei nomi taciuti. A fine serata, Clair e Cliff tornano a casa contenti, e per concludere quella giornata si gustano la cena preparata da Theo e Howard. Cliff è stupito della decisione di Alvin, mentre Clair è commossa per Sandra.

## Ragazze dudu
- Titolo originale: Cyranoise de Bergington
- Diretto da: Churk Rallen Vinson e Carl Lauten
- Scritto da: John Markus e Gary Kott

### Trama
Rudy chiede a Cliff 32,05 dollari per comprare un ciondolo per il compleanno di Clair. Farà i lavori di casa per Cliff e in cambio, acqua in bocca. Theo, intanto, è al caffè degli universitari con Giulia, Howard e Danny. Howard e Julia hanno deciso di lasciarsi per non trascurare lo studio e Theo vorrebbe uscire con lei, ne parla a Danny e gli chiede di parlare con Julia per sapere cosa pensa di lui. Vuole che metta una buona parola per lui. Il primo incarico di Rudy è la pulizia del frigorifero, ma Cliff la riprende perché l'ha pulito senza poi riempirlo di nuovo, e mentre riordina Clair la vede e le fa i complimenti, Cliff assiste senza parole. Subito dopo, arriva Danny che racconta a Theo dell'incontro con Julia, e gli spiega che prima era agitato, ma poi parlando di Theo lei si è divertita e hanno rotto il ghiaccio, e così hanno un appuntamento insieme. Theo lo accusa di aver premeditato tutto e pretende che la lasci per non perdere la loro amicizia, ma Danny sceglie la ragazza. Il secondo incarico per Rudy è il riordino della sua cameretta, e lei procede controvoglia.
Cliff, intanto, nota cheTheo è arrabbiato e si fa raccontare tutto, cambierebbe università solo per non vedere gli amici. Subito dopo, Cliff torna a vedere come se la cava Rudy, che ha sbagliato e le sistema l'armadio per spiegarle il metodo, e mentre le spiega come rifare il letto, arriva Clair che ancora una volta crede che sia tutto merito di Rudy, così le regala 2 dollari come ricompensa, ma Cliff, non gradisce e le requisisce i soldi e le rimette in disordine l'armadio; intanto Theo ha deciso, non vuole più perdere tempo per l'amore e Cliff cerca di farlo ricredere. Più tardi, Cliff procede con l'ispezione della camera di Rudy ed è tutto a posto, così le restituisce i due dollari, e inaspettatamente, Rudy rivela che li terrà per il compleanno del padre.

## Le ombrette
- Titolo originale: How Do You Get to Carnegie Hall?
- Diretto da: Tony Singletary
- Scritto da: Janet Leahy

### Trama
I genitori di Cliff sono in Florida e Theo ritira la posta. C'è una busta per i nonni con su scritto: "Complimenti avete vinto". Cliff vuole aprirla e Clair si oppone. Lui insiste dicendo che potrebbero perdere il premio aspettando il giorno dopo e inventa diversi motivi, ma Clair tira fuori la violazione della privacy e non la aprono. 
Intanto, Vanessa e le sue amiche formano un gruppo per fare un videoclip e poter partecipare ad un concorso musicale. Prendono una lezione di canto per migliorare, ma non contente decidono di fare da sole. Fanno le prove e alla fine si esibiscono davanti alla famiglia Robinson, ma Clair le rimprovera pesantemente per essersi vestite in modo provocante e con i reggiseni imbottiti.
Alla fine, quando Russell torna a casa, data l'insistenza di Cliff apre subito la busta e scopre che il premio urgente non era del denaro, bensì un tostapane.

## La cavalcata di Claire
- Titolo originale: If the Dress Fits, Wear It
- Diretto da: Jay Sandrich
- Scritto da: John Markus e Carmen Finestra

### Trama
Clair deve indossare un abito per la festa di beneficenza e vuole indossare un abito di qualche anno prima, ma le sta stretto. La sarta le consiglia di iscriversi in palestra e di fare una dieta. Ha solo una settimana di tempo, ma facendo ginnastica con tanta tenacia e con la forza di resistenza davanti alle tentazioni culinarie del marito che ha scoperto tutto, riesce ad indossarlo lasciando di stucco Cliff.

## Il vice criceto
- Titolo originale: Is There a Hamster in the House?
- Diretto da: Tony Singletary
- Scritto da: Mark St. Germain

### Trama
Caroline, l'amica di Rudy, le affida il criceto per una notte perché deve andare a trovare la nonna che ne è allergica. Theo e Vanessa credono che Cliff abbia comprato il criceto a Rudy e gli rimproverano il fatto di non aver mai voluto animali in casa quando loro erano piccoli. Theo racconta di sapere, detto dal nonno, che Cliff si comporta così a causa della rimozione di un incidente accaduto quando Cliff era piccolo, egli infatti ha inavvertitamente ferito il suo fringuello Charlie sedendocisi sopra. Nella notte il criceto si ammala e Cliff decide di portarlo dal veterinario. Rudy e Cliff trascorrono una strana nottata fra gli animali pagando ben 30 $ per la visita e 55 $ per le radiografie, ma mentre sono in attesa dell'esito delle analisi, il criceto muore. Cliff pensando al dispiacere di Caroline ne compra un altro per sostituirlo spendendo altri 17,50 $, ma quando la bambina torna a riprenderlo se ne accorge subito e racconta che è la quinta volta che affidando un criceto questo muore e puntualmente tutti ne comprano un altro per non confessare la verità.

## Per un'ora d'amore
- Titolo originale: Truth or Consequences
- Diretto da: Tony Singletary
- Scritto da: John Markus, Carmen Finestra e Gary Kott

### Trama
Vanessa e il fidanzato Jeremy vorrebbero vedersi di più e quando escono lei torna sempre a casa in ritardo e inventa mille scuse per incontrarlo. Una sera chiede a Rudy di reggerle il gioco e mentire sull'ora del suo rientro. Rudy però si addormenta e quando va dai genitori per eseguire il piano loro si accorgono che Rudy nasconde qualcosa e la fanno confessare. Decidono così di aspettare Vanessa e girano il divano verso la porta per farle venire un colpo al rientro. Alle 11, quando Vanessa rientra, comincia ad inventare mille bugie per giustificare i 55 minuti di ritardo, e cerca di essere convincente, ma loro le dicono che sanno tutto e scatta il rimprovero.
Cliff vuole parlare con Jeremy, così il giorno dopo, il ragazzo si presenta da loro, e mentre Clair litiga con Vanessa, Cliff fa una chiacchierata con il ragazzo e usa un metodo particolare per fargli fa capire il suo errore, e che come lui rispetta le regole dei suoi genitori, anche lei deve rispettarle senza indurla a mentire.

## Monologo serale
- Titolo originale: Cliff Babysits
- Diretto da: Tony Singletary
- Scritto da: John Markus, Carmen Finestra e Gary Kott

### Trama
Tutta la famiglia è riunita in casa Robinson per guardare i filmini girati da Alvin. Al nonno Russell gli sono stati regalati i biglietti per il concerto di Michael Jackson e fa uno scherzo alla famiglia, racconta di aver avuto la possibilità di ricevere in regalo gli introvabili biglietti per il concerto, ma di non esserne interessato, sorprendendo poi tutti invitandoli, ma manca un biglietto così Clair cede il suo ad Alvin e si offre volontaria per badare ai gemellini. Alvin, dopo il primo entusiasmo, confessa che ha paura di lasciare i figli con qualcun altro perché ha troppa ansia, ma lo convincono e chiede di filmarli ogni momento per non perdere 1 secondo della loro vita. Prima di andare Alvin porta una marea di accessori per i bimbi (anche se si assenterà solo per 3 ore). Più tardi Clair riceve una telefonata e deve andare in ufficio per sostituire una collega malata, così affida i bimbi a Cliff, che li intrattiene con un lunghissimo monologo.

## Effetto terra terra
- Titolo originale: Mrs. Huxtable Goes to Kindergarten
- Diretto da: Chuck Vinson e Carl Lauten
- Scritto da: John Markus, Carmen Finestra e Gary Kott

### Trama
Clair ha ordinato un divano nuovo e vuole che gli operai portino il vecchio a Sandra ed Alvin, ma Cliff non permette agli operai di portare via il vecchio a cui è affezionato. Quando Clair torna a casa annuncia alla famiglia che andrà in televisione, a "Retrospettiva", un programma culturale. Alla trasmissione, Clair e altri due esperti discutono della grande depressione economica della storia americana e la discussione si fa sempre più accesa, soprattutto quando Clair ha fatto un'affermazione tratta da un famoso libro. Durante la pausa, i due cercano di sminuire le ragioni di Clair, ma quando Cliff le fa avere quel libro dimostra di avere ragione; ripresa la trasmissione, gli altri due tentano di cambiare discorso, ma Clair insiste sulla sua opinione e il moderatore chiama di nuovo la pubblicità. Poco dopo, al moderatore scappa che lei è lì per parlare della situazione dei neri e lei si offende, il tempo passa e non fa in tempo a dire nulla. Dopo la trasmissione, mentre sta per andare via, i produttori le propongono di tornare tutte le mattine perché è andata bene, ma lei rifiuta perché sostiene di avere di meglio da fare. A casa, Cliff saluta il vecchio divano per l'ultima volta.

## Via di casa
- Titolo originale: The Lost Weekend
- Diretto da: Tony Singletary
- Scritto da: John Markus, Carmen Finestra e Gary Kott

### Trama
Theo resta solo a casa per il week end e gli amici lo convincono a dare una festa per sole sei persone. Ma la situazione sfugge di mano e la casa si riempie di sconosciuti. I danni sono molti e al ritorno dei signori Robinson i ragazzi gli spiegano la situazione. Cliff per punizione decide di far arruolare il figlio, ma quella motivazione non è prevista dal distretto militare, così porta Theo a lavorare in una mensa per i poveri.

## Il nonno neonato
- Titolo originale: No Way, Baby
- Diretto da: Tony Singletary
- Scritto da: John Markus, Carmen Finestra e Gary Kott

### Trama
Cliff ha rintracciato un uomo come unico parente di una ragazza che sta per partorire. Il padre del bambino non è rintracciabile e Luise è sola, così Cliff gli chiede di aiutarla, visto che lui è il nonno e presto sarà bisnonno; ma lui non è contento di prendersi questa responsabilità e Cliff lo invita a raggiungerla in ospedale per conoscere la nipote per la prima volta. A casa Clair, parlando con Cliff, sostiene che l'uomo è analfabeta, infatti il primo giorno ha suonato il campanello di casa e non quello dello studio anche se c'era il cartello, e secondo la sua esperienza è per questo motivo che ha paura di occuparsi del bambino. Quando arriva in casa Robinson, lei lo mette alla prova e aveva ragione. Rudy sente tutto e dice a Vanessa che l'uomo ha 67 anni e non sa leggere, così deduce che può smettere di andare a scuola perché si può vivere benissimo, inoltre lei sa anche leggere e può insegnare alle classi inferiori alla sua.
All'ospedale, l'uomo incontra un tizio che pronuncia male le parole, il quale subito crede scandalizzato che Luise sia la compagna, ma quando scopre che lui è il nonno, l'equivoco è chiarito. Il bambino è nato. L'uomo dice a Cliff che si è accorto del test di Clair e per dimostrare che non se ne vorgogna, lo dichiara ad alta voce a tutta la sala d'aspetto. L'altro uomo era insegnante di geografia e si offre di insegnargli a leggere e a scrivere e lui per ricambiare si offre di insegnargli la corretta pronuncia delle parole. 
- Guest star: Sammy Davis Jr. (Ray Palomino)

## La scrofa gentile
- Titolo originale: Can I Say Something, Please?
- Diretto da: Tony Singletary
- Scritto da: John Markus, Carmen Finestra e Gary Kott

### Trama
Lamentele di Rudy riguardo alle molte proibizioni e regole che i genitori le hanno imposto.

## Occhio al malocchio
- Titolo originale: The Dead End Kids Meet Dr. Lotus
- Diretto da: Tony Singletary
- Scritto da: John Markus, Carmen Finestra e Gary Kott

### Trama
Theo decide di andare da un mago con i suoi amici per farsi aiutare a conquistare Justine. L'intervento ha un costo e decide di chiedere i soldi a Cliff, il quale in modo originale gli fa capire che l'unico modo per conquistarla è quello di starle più vicino.

## Canestro maldestro
- Titolo originale: The Boys of Winter
- Diretto da: Tony Singletary
- Scritto da: John Markus, Carmen Finestra e Gary Kott

### Trama
Cliff invita a casa il suo allenatore di quando giocava il campionato locale di basket. Parlano delle partite di Cliff dei vecchi tempi, così Clair tira fuori la videocassetta con la partita giocata da Cliff con i colleghi dell'ospedale. Lui non vuole, ma gli altri insistono e la guardano. Cliff si imbarazza perché la partita è contro donne più giovani e lui non si dimostra all'altezza.

## Adamo contro Eva
- Titolo originale: It Comes and It Goes
- Diretto da: Jay Sandrich
- Scritto da: John Markus e Gary Kott

### Trama
Alvin e Sandra vanno d'amore e d'accordo e un giorno vanno a casa Robinson dove ci sono anche i genitori di Cliff. Sandra, che è sempre stata comprensiva con Alvin, si rende conto che tutte le attenzioni sono rivolte ai bimbi e ad Alvin e lei resta in disparte. Più tardi, le donne si riuniscono in cucina a parlare dei mariti e lasciano gli uomini in soggiorno. Alla fine le donne decreteranno Cliff come bugiardo e Alvin sarà premiato come il più sincero.

## Un bacio artistico
- Titolo originale: Theo's Women
- Diretto da: Tony Singletary
- Scritto da: Mark St. Germain

### Trama
Theo si rende conto che vorrebbe più privacy quando è con la sua ragazza Justine. Il padre gli consiglia di portarla al cinema quando c'è un film brutto con i sottotitoli perché non c'è nessuno. Mentre i due ragazzi sono alla casa dello studente per scegliere il film con Justine, un'amica propone un lavoro a Justine e Theo rimane ad aspettarla nell'atrio. Nel frattempo arriva un'attrice che chiede a Theo di aiutarla a provare il copione e quando Justine ritorna sorprende i due che si baciano accusa Theo di esserle infedele e lo lascia, il quale farà di tutto per farsi perdonare e farle capire la verità ma senza risultato.

## Come eravamo
- Titolo originale: Birthday Blues
- Diretto da: Jay Sandrich
- Scritto da: Carmen Finestra e Gary Kott

### Trama
È il compleanno di Clair, che compie 46 anni. Già dal mattino i figli e il marito le fanno pesare la cosa con battute ironiche. Più tardi va dal parrucchiere e parla con un'amica del fastidio nel sentirsi definire avanti con l'età o giovanile. L'amica fa in modo di portarla a casa Robinson dove suo marito e Cliff hanno preparato una festa per lei. La festa riesce bene e trascorrono la serata ricordando i bei tempi. Andati via gli ospiti, Cliff e Clair terminano la festa con una scherzosa abbuffata di torta.

## Furie scatenate
- Titolo originale: A Room with No View
- Diretto da: Tony Singletary
- Scritto da: John Markus e Gary Kott

### Trama
Vanessa e Rudy litigano in continuazione e in modo violento, rischiando anche di demolire la casa. Il dott. Robinson per punizione decide di farle stare in cantina fino a quando non si saranno decise ad andare d'accordo, ma le liti continuano ugualmente. Alla fine la "prigionia" riesce a migliorare la convivenza fra le due sorelle che possono tornare nelle loro camere.

## La piuma di gallina
- Titolo originale: What He Did for Love
- Diretto da: Chuck Vinson e Carl Lauten
- Scritto da: John Markus, Carmen Finestra e Gary Kott

### Trama
Danny, l'amico di Theo trova un orologio griffato per la strada e su consiglio dei suoi amici lo regala alla sua ragazza Jane. Quell'orologio è rubato e Danny e la ragazza finiscono alla stazione di polizia, così lui è costretto a confessarle di non averlo comprato e lei lo lascia.

## Caccia ai gemelli
- Titolo originale: Day of the Locusts
- Diretto da: Chuck Vinson
- Scritto da: John Markus e Carmen Finestra

### Trama
Sandra ha un'infezione alla gola e Clair teme che possa trasmettere i germi ai gemellini Winnie e Nelson, così insieme alla consuocera va a casa di Sandra. Le due nonne dopo averla convinta a lasciare loro i bambini prima li portano a spasso e poi dal parrucchiere. Quando il marito Alvin rientra a casa non trova i bimbi e sveglia Sandra, la quale si lascia prendere dal delirio e convinta che le nonne li abbiano rapiti comincia una furiosa ricerca che finirà a casa Robinson.

## 57 Fritto misto
- Titolo originale: 57 Varieties
- Diretto da: Chuck Vinson
- Scritto da: John Markus, Carmen Finestra e Gary Kott

### Trama
Theo e i suoi amici vogliono trascorrere l'estate con l'insegnante in Egitto per uno scavo archeologico. Ha bisogno di 1500 $ e Cliff e Clair sono d'accordo per il viaggio, ma non per la somma da pagare; così Theo chiede alla professoressa di andare a parlare con i genitori, i quali alla fine accettano.